# خالد بن صالح السلطان
الدكتور خالد بن صالح السلطان (ولد سنة 1382هـ / 1962م بمنطقة القصيم) أكاديمي ومهندس سعودي، شغل العديد من المناصب، منها منصب رئيس مدينة الملك عبدالله للطاقة الذرية والمتجددة من 2 يونيو 2018م إلى 11 يونيو 2023م.

## المؤهلات العلمية
- درجة البكالوريوس في تخصص الهندسة الصناعية من جامعة الملك فهد للبترول والمعادن عام 1985 م.
- درجة الماجستير في تخصص الهندسة الصناعية من جامعة الملك فهد للبترول والمعادن عام 1987 م.
- درجة الدكتوراه في تخصص الهندسة الصناعية والعمليات (بحوث عمليات) من جامعة ميتشيغان عام 1990 م.
- درجة الماجستير في تخصص الرياضيات من جامعة ميتشيغان عام 1990 م.

## مناصبه
- أستاذ مساعد في جامعة الملك فهد للبترول والمعادن (1990-1994).
- أستاذ مشارك في جامعة الملك فهد للبترول والمعادن (1994-1998).
- أستاذ (بروفيسور) في جامعة الملك فهد للبترول والمعادن (1998).
- أستاذ زائر في جامعة الملك سعود (1999-2000).
- رئيس قسم الهندسة الصناعية بجامعة الملك فهد للبترول والمعادن (1993-1996).
- عميد كلية علوم وهندسة الحاسب الآلي بجامعة الملك فهد للبترول والمعادن (1996-1998).
- وكيل وزارة التعليم العالي للشؤون التعليمية (1999-2003).
- القائم بأعمال مدير جامعة حائل (2005-2007).
- عضو مجلس أمناء جامعة الملك عبد الله للعلوم والتقنية (2009 -2017).
- مدير جامعة الملك فهد للبترول والمعادن (2003-2018 يونيو).
- عضو مجلس إدارة أرامكو السعودية (2003 - 2018).[4]
- رئيس مجلس إدارة الشركة السعودية للكهرباء (2018- حتى الآن).[5]
- رئيس مدينة الملك عبدالله للطاقة الذرية والمتجددة (2018- 11 يونيو 2023م).[6]

## إنجازاته
حصل على شهادة البكالريوس مع مرتبة الشرف الأولى من جامعة الملك فهد للبترول والمعادن في تخصص الهندسة الصناعية بمعدل 3.911 من 4 وكان الأول على دفعته، حصل على شهادة الماجستير من جامعة الملك فهد للبترول والمعادن في تخصص الهندسة الصناعية بمعدل 4 من 4 وكان الأول على دفعته، حصل على شهادة الدكتوراه من جامعة ميتشغان في وقت قياسي قدره 3 سنوات وكان الأول على دفعته وتم اختيار الرسالة التي أعدها للحصول على درجة الدكتوراه أفضل رسالة دكتوراه في تلك السنة في جامعة ميتشغان. عمل في مجالس تحريرة مجلات الدولية، ونشر 40 بحثا في مجلات علمية محكمة، وشارك في تأليف كتاب واحد وأربعة فصول في كتاب، وهو عضو في عدد من المنظمات الدولية المهنية.

## جامعة الملك فهد للبترول والمعادن في عهده
حققت جامعة الملك فهد للبترول والمعادن العديد من الإنجازات في عهده وافتتحت الكثير من المشاريع العملاقة والبرامج الأكاديمية المتميزة وحققت المركز الأول على مستوى الجامعات العربية في التصانيف الأكاديمية حسب تصنيف qs الشهير والمركز 216 عالميا ولعل أهم إنجاز في عهده هو تحقيق الجامعة للمركز 17 على مستوى العالم في عدد براءات الاختراع المسجلة في الولايات المتحدة الأمريكية.
من مقولاته المشهورة في الجامعة: «جامعة الملك فهد للبترول والمعادن: جامعة سعودية الهوية.. عالمية المعايير والطموح».

## الأنشطة المهنية
الدكتور خالد السلطان له عدة انشطة مهنية كرئاسة لجان وله مشاركات عديدة في عدة محافل.
أيضا له عدة مقالات منشورة في دوريات علمية منها[بحاجة لمصدر]:
- Mathematical Programming
- INFORMS Journal on Computing
- Linear Algebra and it's Applications
- Zeitscrift Fur Operations Research
- International Journal of Production Research